# إدواردو أرويو
إدواردو أرويو (بالإسبانية: Eduardo Arroyo) هو مصمم ليثوغراف ورسام إسباني، ولد في 26 فبراير 1937 في مدريد في إسبانيا، وتوفي بنفس المكان في 14 أكتوبر 2018.

## وصلات خارجية
- إدواردو أرويو على موقع IMDb (الإنجليزية)
- إدواردو أرويو على موقع مونزينجر (الألمانية)
- إدواردو أرويو على موقع قاعدة بيانات الفيلم (الإنجليزية)